# نواف الدوسري (لاعب كرة قدم مواليد 1999)
نواف عبد الله الدوسري لاعب كرة قدم سعودي، يلعب في الوسط.

## مسيرة اللاعب
بدأ مع نادي النهضة و لعب بعدها مع نادي بيشة ونادي أحد و بعدها عاد إلى نادي النهضة ولعب بعدها مع نادي الشعلة.